# Estación de Córdoba-Mercancías
Córdoba-Mercancías, también denominada Córdoba-El Higuerón, es una terminal logística ferroviaria situada en el municipio español de Córdoba, en la provincia homónima, comunidad autónoma de Andalucía. Pertenece a la red de Adif y está dedicada exclusivamente al tráfico de mercancías

## Situación ferroviaria
La estación forma parte de los trazados de las siguientes líneas férreas:
- Línea férrea de ancho ibérico Córdoba-Málaga, punto kilométrico 445,1.[1]
- Línea férrea de ancho ibérico Córdoba-El Higuerón, punto kilométrico 445,1.[1]

En ambos casos se mantiene el kilometraje empleado por la línea Alcázar de San Juan-Cádiz.

## Historia
Originalmente, las instalaciones de la antigua estación de Córdoba también acogían los servicios de mercancías de RENFE. En la década de 1970 se decidió la construcción de una nueva estación de clasificación y mercancías, cuyo emplazamiento estaría en la barriada de El Higuerón. En 1978 comenzaron las obras para efectuar el traslado de las instalaciones de mercancías, entrando en servicio la nueva estación el 19 de junio de 1988. En el momento de su inauguración constituía una de las principales estaciones de mercancías de toda la región andaluza. Disponía de una extensa playa de vías para las labores de clasificación ferroviaria. Además de las obras principales, también se construyó un ramal que enlazaba El Higuerón con la línea Córdoba-Málaga.
En enero de 2005, con la división de RENFE en Renfe Operadora y Adif, las instalaciones pasaron a depender de esta última.